# 艾莉森·杜德克
艾莉森·杜德克（英語：Alyson Dudek，1990年7月30日—），美国女子短道速滑运动员。她曾代表美国参加2010年和2014年冬季奥林匹克运动会短道速滑比赛，其中2010年冬季奥运会获得一枚铜牌。